# 범장도

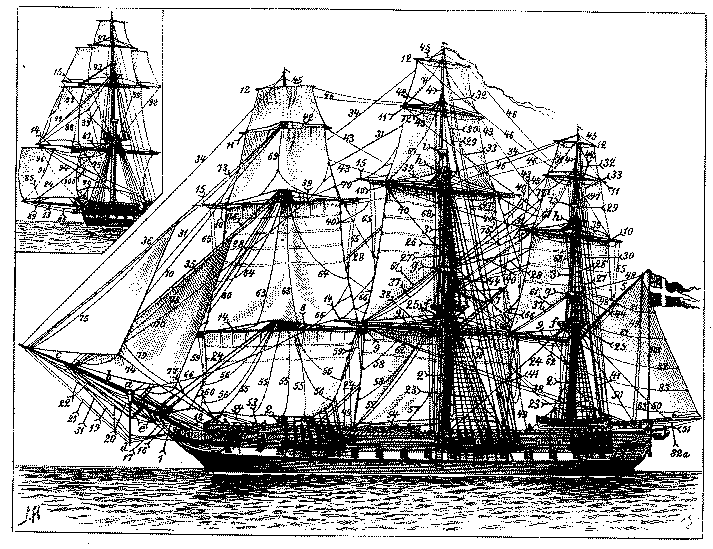
프리깃의 범장도.

범장도(帆裝圖, sail-plan)란 조선공학에서 범선의 돛을 보기 쉽게 나타낸 그림이다.

## 예시
- 프로아
- 캣보트
- 건터
- 슬루프
- 커터
- 욜
- 스쿠너
- 톱세일 스쿠너
- 브리그
- 브리간틴
- 바컨틴
- 바크
- 전장범선
- 스노우
- 펠루카
- 지벡
- 정크